# Basilika Maria Loretto im Burgenland

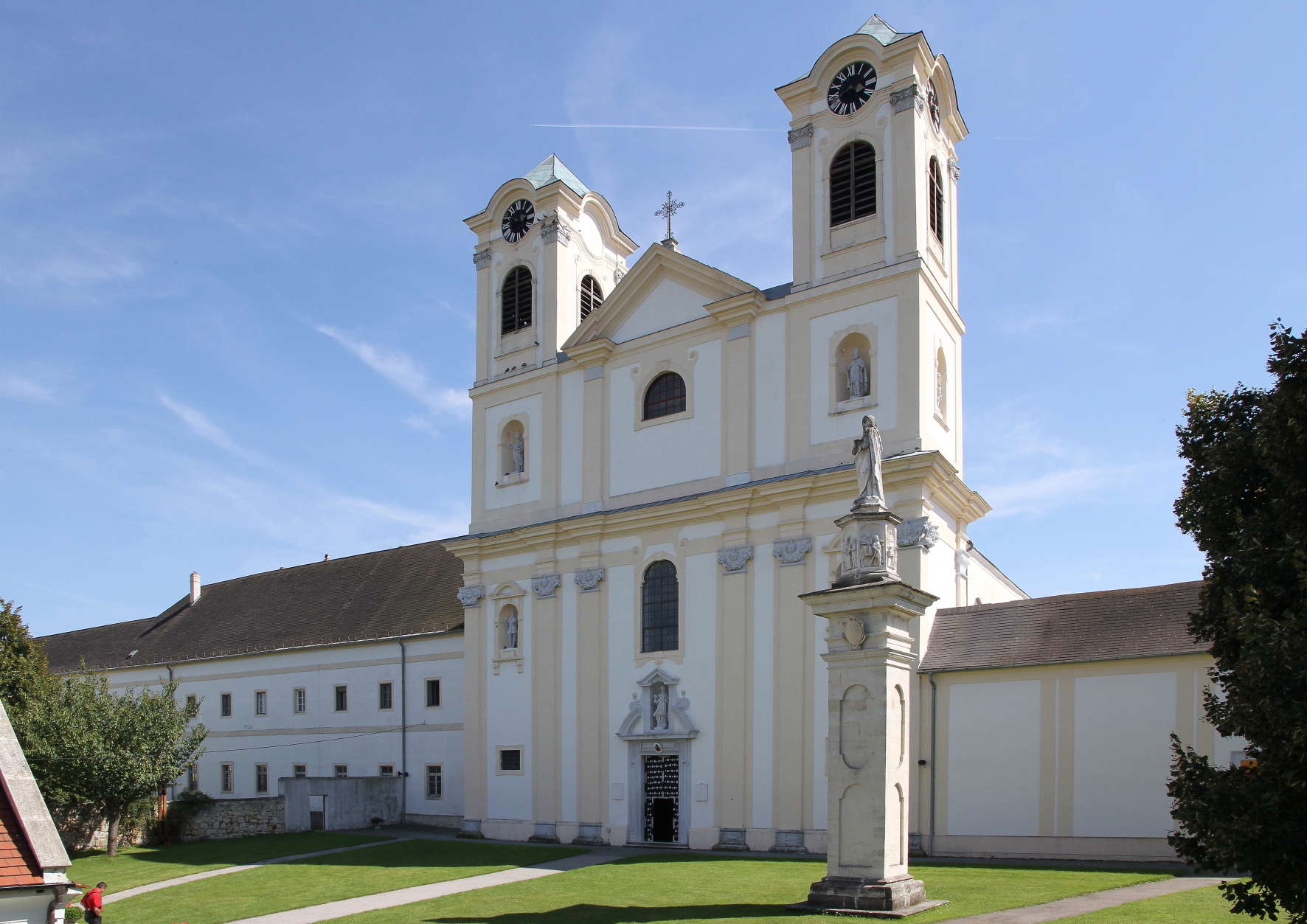
Gesamtanlage

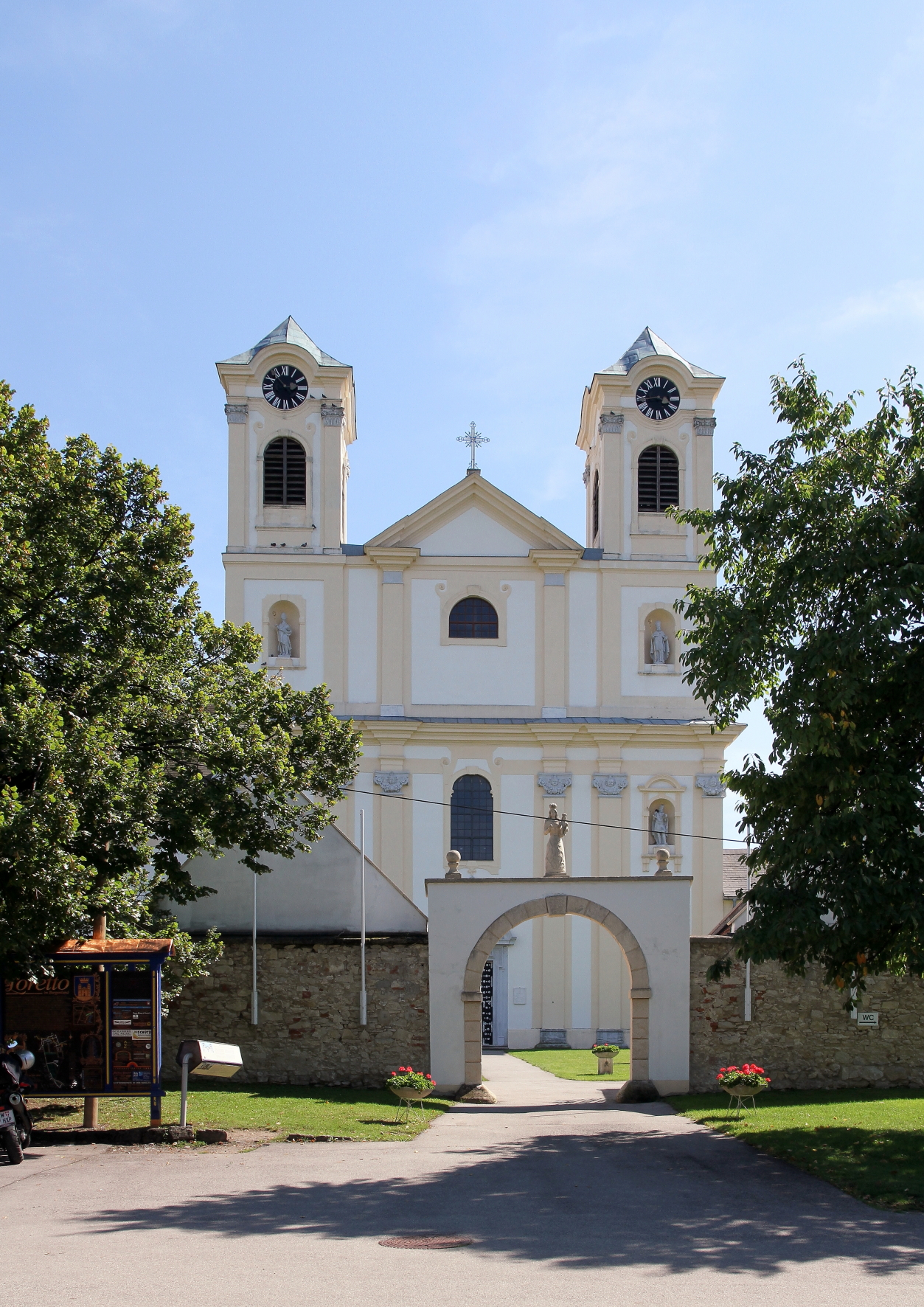
Hauptfront vom Anger aus gesehen

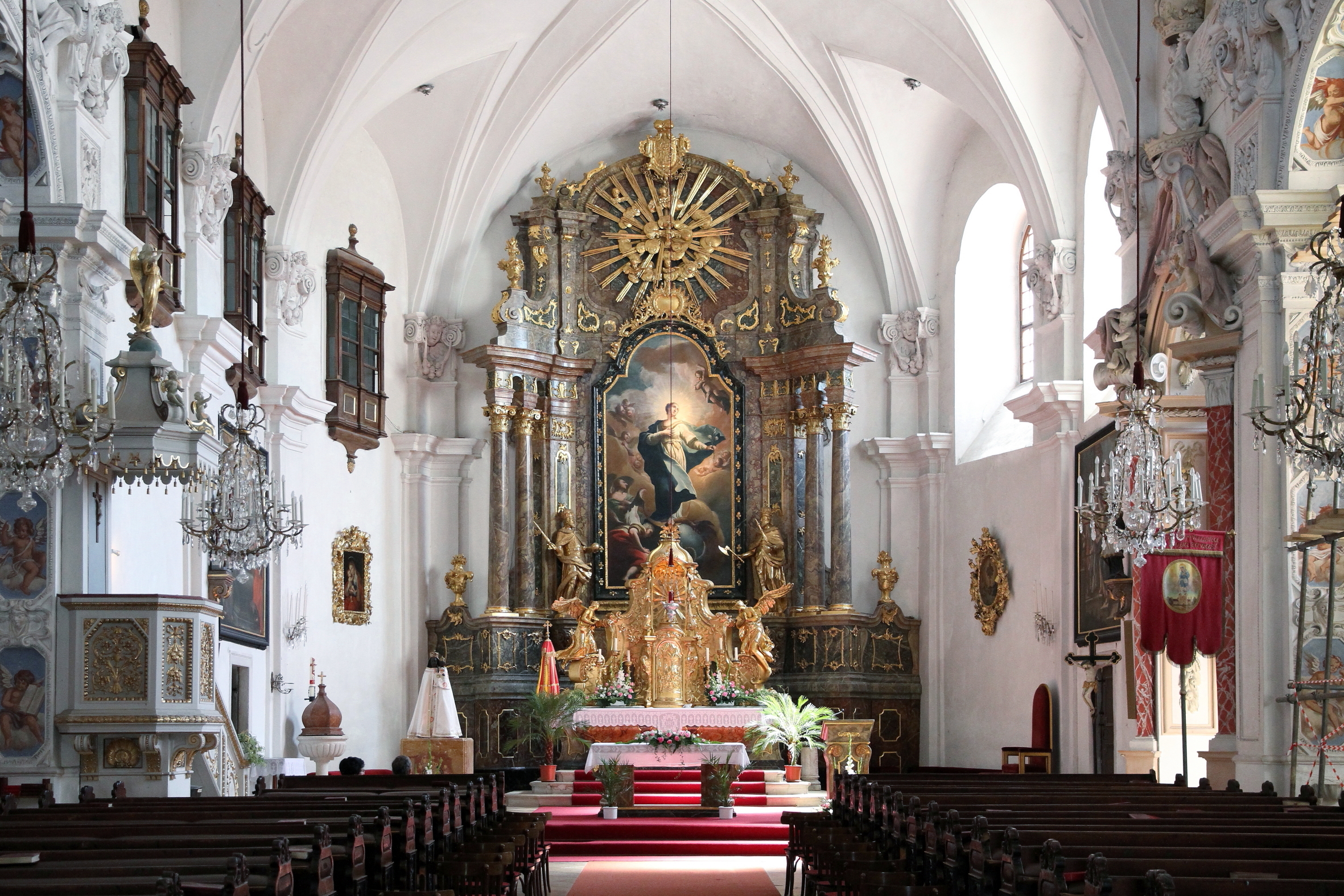
Innenansicht, vom Langhaus zum Chor

Die Basilika zur Unbefleckten Empfängnis in Loretto steht in der Marktgemeinde Loretto im Burgenland. Die römisch-katholische Pfarr- und Wallfahrtskirche erhebt sich zwischen dem ehemaligen Servitenkloster und einem weiträumigen Kreuzgang. Im Innenhof des Kreuzganges befindet sich die Lorettokapelle. Der 1997 zur Basilica minor erhobene Kirchenbau gehört zum Dekanat Eisenstadt-Rust in der Diözese Eisenstadt. Die dem Patrozinium der Unbefleckten Empfängnis Mariens geweihte Kirche steht unter Denkmalschutz.

## Geschichte
Eine im Jahre 1431 erbaute Johanneskapelle wurde vermutlich im Jahre 1529 von den Türken zerstört. An deren Stelle erbaute der Grundherr Rudolf von Stotzingen um 1644 eine Kapelle nach dem Vorbild der Lorettokapelle in der Augustinerkirche in Wien. Er stiftete ein nach dem Urbild der schwarzen Muttergottes von Loreto in Italien gearbeitetes Gnadenbild. Unter dem Grundherrn Franz Nádasdy erfolgte im Jahre 1651 die Grundsteinlegung für ein Kloster mit Kirche nach den Plänen des Baumeisters Anton Riebler. Im Jahre 1659 erfolgte die Versetzung der Gnadenkapelle an den heutigen Platz und die Kirche wurde geweiht. Nachdem die Anlage im Jahr 1683 durch die Türken weitestgehend zerstört worden war, wurde die Kirche durch Fürst Paul Esterházy wiederaufgebaut, 1687 fertigte Meister Hieronymus Alfieri Stuckaturen. und im Jahre 1707 erneut konsekriert. 1738 wurde die Fassade mit geschweiftem Volutengiebel und Dachreiter abgetragen und bis 1740 mit einer Zweiturmfassade ersetzt, die Zwiebelhelme brannten im Jahre 1781 ab. Im Jahre 1787 wurde das Kloster aufgehoben und die Wallfahrt verboten. Im 19. Jahrhundert lebte die Wallfahrt wieder auf und von 1926 bis 1956 war das Kloster wieder von einem Konvent des Servitenordens bewohnt. Seit 1964 betreuen die Oblaten der Jungfrau Maria (OMV) den Ort.
Während einer Renovierung wurde im Oktober 2016 im Altar der Gnadenkapelle eine 300 Jahre alte Marienstatue entdeckt, die während der Türkenkriege 1683 geschändet wurde. Die Statue, der das Haupt und das Jesuskind abgeschlagen worden waren, lag auf Sand gebettet unter der steinernen Altarplatte, wodurch sie vor Witterungseinflüssen und weiteren Zerstörungen gut geschützt war. Dadurch blieb auch die originale Farbe erhalten, was die Statue und das erhalten gebliebene Haupt für Kunsthistoriker besonders wertvoll machen. Nach einer Restaurierung durch das Bundesdenkmalamt wird sie wieder nach Loretto zurückkehren.

## Ausstattung
Der große barocke Bau wurde im 17. und 18. Jahrhundert errichtet. Die Doppelturmfassade ist eine breite zweigeschoßige Wand mit Pilastergliederung mit mittigem Hauptportal. Die Eisenbeschläge der Portalflügel sind eine Wiener Arbeit aus dem Jahre 1691. Es gibt eine Nischenfigur der hl. Barbara, in den Seitenachsen unten die Figuren der heiligen Könige Stephan und Ladislaus, oben zwei Kirchenväter. Die zur mächtigen Fassadenfront eher schmächtigen Turmgeschoße tragen heute niedrige Zeltdächer und die Darstellung der Anna selbdritt und einen Servitenheiligen in den Nischen.
Das Kircheninnere besteht aus vier Schiffsjochen unter einem Tonnengewölbe mit Stichkappen und hat seitlich korbbogige Arkaden, die sich zu Kapellen öffnen und niedrige Emporen tragen. Die Fenster sind östlich blind und westlich geöffnet. Die nördliche Hauptempore auf Säulen über Kreuzgratgewölbe hat eine getäfelte Brüstung. Es gibt ein prächtiges Gitter, zum Teil vergoldet mit Putti besetzt, aus dem Jahre 1763. Es gibt im Kirchenschiff bis zur Höhe der Empore Stuckaturen aus der ersten Bauphase von 1650 bis 1670, welche Carlo Martino Carlone zugeschrieben werden. Die Gewölbezone ist nach dem Brand von 1683 vermutlich niedriger aufgebaut worden und ist ohne Stuckdekor.
Der Hochaltar wurde im Jahre 1766 von Kavallerieoberst Johann Kipthay gestiftet. Der Altar trägt ein Wappen des Fürsten Paul Esterházy, welcher der Stifter des ersten Hochaltares war.
In den seitlichen Kapellen befinden sich Seitenaltäre: von Norden nach Süden links unter dem Nordostturm der Allerheiligenaltar, zuvor in der Peregrinikapelle, im Jahre 1734 hierher übertragen; dann die Philipp-Benitius-Kapelle, 1702 von Graf Nicolaus Draskovich gestiftet; dann die Stephan-Kapelle, im Jahre 1690 von Thomas Graf Nádasdy wiederhergestellt; dann die Johannes-Nepomuk-Kapelle, davor Antonius-Kapelle, im Jahre 1687 erneuert, im Jahre 1733 neu errichtet, mit Taufstein aus rotem Marmor aus der 1. Hälfte des 18. Jahrhunderts. Rechts dann die 5. Kapelle, den Pestpatronen geweiht, von 1651 bis 1659 errichtet, nach 1700 von der Familie Bernadovic erneuert, mit den Pestheiligen Sebastian, Rochus, Rosalia und Benno, mit einer Darstellung der Schlösser Pottendorf und Seibersdorf, der Lorettokirche und der Ruine der Burg Hornstein; dann die Judas-Thaddäus-Kapelle, 1767 neu errichtet; dann die Peregrinikapelle, vorher Allerheiligenkapelle, mit einem Altarbild des Peregrinus mit verbundenem Fuß; dann die Kapelle der schmerzhaften Muttergottes, mit dem Wappen der Familie Bucellini und darüber die Kaiserkrone, von Kaiserin Margareta Theresia und der Familie Bucellini erneuert.
Die Kanzel ist von Ladislaus Damjanovics aus Budapest aus dem Jahre 1911. Die Orgel von Johann Rath aus Ödenburg mit 10 Registern wurde laut Chronogramm und Wappen im Jahre 1761 von Johann Lipthay gestiftet. Die Kommunionbank aus den Jahren 1772 bis 1773 mit Reliefs der sieben Schmerzen Mariens ist vom Steinmetz Johann Ramesmeyer aus Loretto.
Die Sakristei mit gedrücktem Tonnengewölbe mit Stichkappen liegt hinter dem Hochaltar und beinhaltet zwei Wandschränke mit gedrehten Pilastern im geschnitzten Aufsatz aus dem Jahre 1723.

## Kreuzgang mit Lorettokapelle

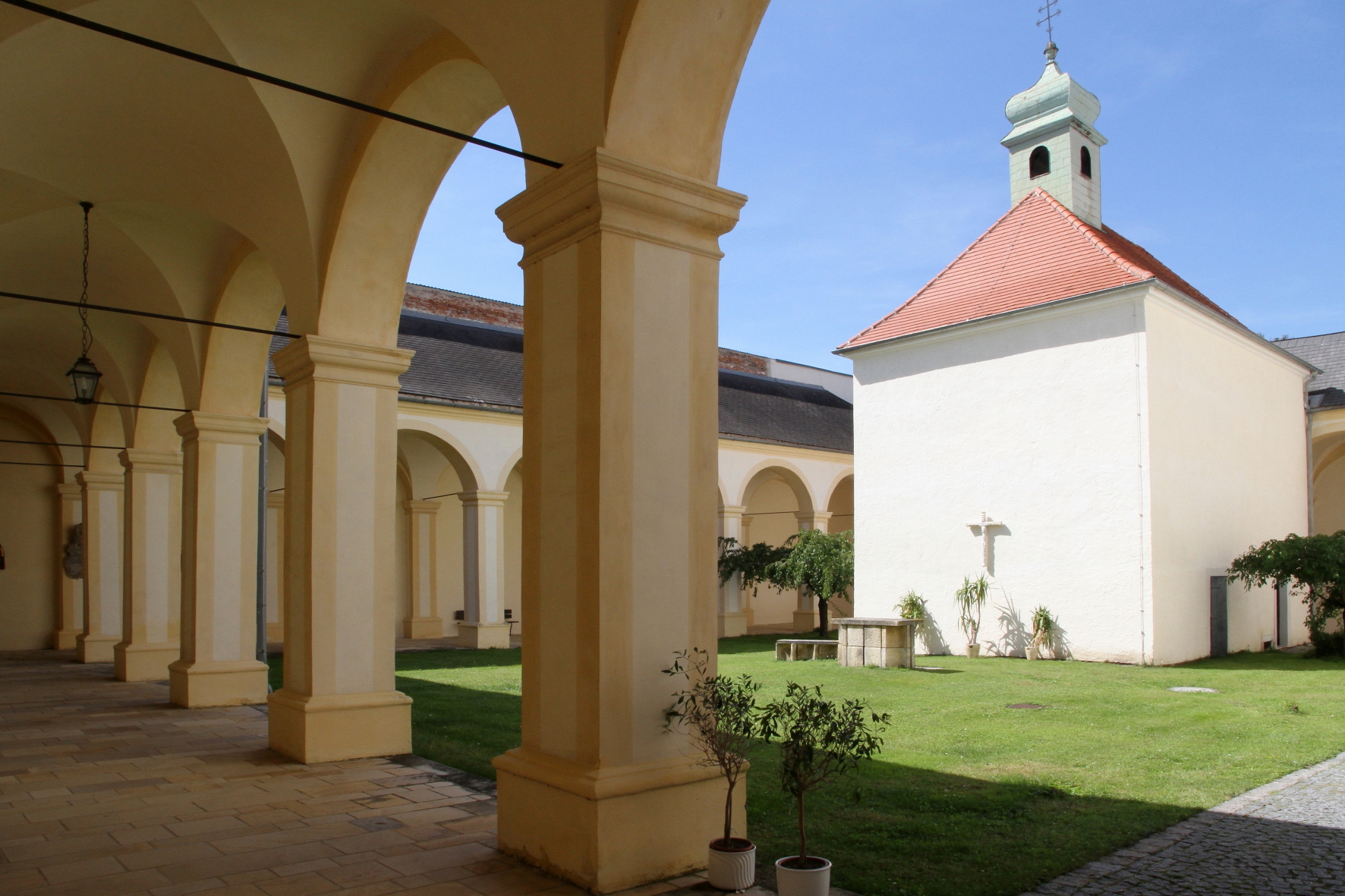
Der Kreuzgang und die Lorettokapelle

Der Kreuzgang liegt an der Westseite der Kirche und wurde im 18. Jahrhundert errichtet. Fünf, dann acht, dann sechs kreuzgratgewölbte Joche ruhen an Rundbogenarkaden über toskanischen Pfeilern. Im Westgang steht ein Epitaph für R. P. Joannes Matthias Brenner († 1750).
Die Kapelle steht im Hof des Kreuzganges und ist eine Nachbildung des sogenannten Heiligen Hauses von Loreto in Italien. Der Ziegelbau mit in den Wänden eingelassenen Holzbalken mit Tonnengewölbe ist ein Rechteckbau mit Dachreiter mit Zwiebelhelm und wurde im Jahre 1644 errichtet, und im Jahre 1659 an die heutige Stelle versetzt. Der Raum wird durch ein Holzgitter geteilt. Vorne steht der Gnadenaltar mit Tabernakel und Leuchtern wurde um 1750 geschaffen. Die Kommunionbank ist aus Stein. Hinten ist die sogenannte „schwarze Kuchl“ mit dem Gnadenbild der schwarzen Madonna von Loretto aus dem Jahre 1644 mit der silbernen Krone von Philipp Prickler aus dem Jahre 1715, innerhalb eines vergoldeten Rocaillenrahmens mit einem Relief Gottes, des Vaters, um 1750. Ein Ölbild der Verkündigung des Herrn von einem italienischen Meister aus dem 17. Jahrhundert hängt an der Westwand.

## Ehemaliges Servitenkloster
Der einfache dreiflügelige zweigeschoßige Bau steht östlich an der Kirche. Die Klosterpforte ist in der südlichen Umfassungsmauer und trägt einen steinernen Volutenaufsatz und das Wappen des Servitenordens. Der kreuzgratgewölbte Gang im Erdgeschoß zeigt in ovalen Stuckrahmen mit Früchten und Putti Bilder von Heiligen des Servitenordens. Im Obergeschoß ist eine Bibliothek mit einem quadratischen Raum mit hohem Klostergewölbe mit einer Türe mit geschnitztem Aufsatz aus der Mitte des 18. Jahrhunderts. Vier Holzreliefs in einem Rokokorahmen zeigen Szenen aus der Heilsgeschichte.

## Mariensäule
Die Mariensäule steht vor der Kirche am ehemaligen Standort der Lorettokapelle. Der Vierkantpfeiler, um 1700 errichtet, steht auf einem sechsseitigen Aufsatz mit Reliefs mit Szenen aus dem Leben Jesu und trägt eine Marienstatue.

## Sonstiges
Die Basilika ist auf dem 7 Schilling-Wert der Dauermarkenserie Stifte und Klöster in Österreich der Österreichischen Post AG abgebildet.